# Bou capllaçat

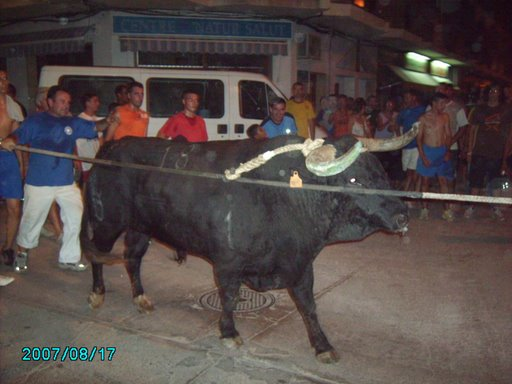
Un bou capllaçat per a la nit de les Festes Majors de la Cava

El bou capllaçat és una festa popular taurina típica a les comarques del sud de Catalunya (Baix Ebre i Montsià) i a les comarques del nord del País Valencià. El protagonista principal és un bou, el qual va lligat de les banyes per una corda davantera i una al darrere subjectada pels corredors, els quals passegen el bou pels carrers del poble. Aquest nus que duu el bou a les banyes és el que s'anomena cap llaçat i, per això, el nom de la festa. En moltes ocasiona aquesta festa va acompanyada de dinars populars, balls, jocs, xarangues, vaquetes a la plaça, caravanes amb vehicles, etc.

## Història
L'any 1636 ja es té constància dels bous capllaçats; a Olot es van trobar uns documents on deia: corregueren lo dit brau sens corda en la Plassa, però es pensa que molt abans ja se celebraven festes amb bous capllaçats pels carrers, possiblement a Cardona, on a l'arxiu municipal es conserven documents de l'any 1500 on apareixen les festes dels bous.
Al segle xviii el govern dels il·lustrats prohibí la festa per tal de seguir la política d'atac contra tot allò que tingués flaire ancestral, autòcton i d'identitat local i comunitària. El rei Ferran VII també va prohibir la festa entre els anys 1814 i 1815, però amb els continus canvis polítics al segle xix tornen a aparèixer les festes dels bous i s'han anat celebrant de manera ininterrompuda fins a l'actualitat.
Actualment, la festa del bou capllaçat és molt popular a les terres de l'Ebre i al Maestrat, on destaquen el bou capllaçat de la Cava, el d'Amposta, el de Sant Carles de la Ràpita i el d'Alcanar, els quals acullen milers d'aficionats i fan d'aquesta festa l'acte principal dintre les festes majors.